# Złota kolekcja: Magiczne słowo – sukces
Magiczne słowo – sukces – album Kory wchodzący w skład serii Złota kolekcja, wydany 20 lipca 2001 roku nakładem wytwórni płytowej Pomaton EMI. Album zawiera 18 piosenek wykonywanych przez wokalistkę, a singlem promującym wydawnictwo został utwór „Magiczne słowo – sukces”, który dotarł do czterdziestego czwartego miejsca Listy przebojów Programu Trzeciego.

## Lista utworów
Opracowano na podstawie materiału źródłowego.
1. „Magiczne słowo – sukces”
2. „Kolekcjoner”
3. „Blues Kory”
4. „Chcę ci powiedzieć coś”
5. „Mambo”
6. „Tango spiżowy ratler”
7. „Kotek mamrotek”
8. „Bella Puppa”
9. „Wyro Pudla”
10. „Co teraz robi Manio?”
11. „Patrzę na Ciebie”
12. „Zmierzch”
13. „Nie pamiętam”
14. „Nie pożałuje Pan”
15. „Kochankowie z ulicy Kamiennej”
16. „Piosenka o okularnikach”
17. „Augustowskie noce”
18. „Hoża Moyra”